# (436926) 2012 TM105
(436926) 2012 TM105 es un asteroide perteneciente al cinturón de asteroides, región del sistema solar que se encuentra entre las órbitas de Marte y Júpiter, descubierto el 9 de octubre de 2012 por el equipo del Mount Lemmon Survey desde el Observatorio del Monte Lemmon, Arizona, Estados Unidos.

## Designación y nombre
Designado provisionalmente como 2012 TM105. 

## Características orbitales
2012 TM105 está situado a una distancia media del Sol de 2,996 ua, pudiendo alejarse hasta 3,179 ua y acercarse hasta 2,812 ua. Su excentricidad es 0,061 y la inclinación orbital 15,395 grados. Emplea 1893,72 días en completar una órbita alrededor del Sol.

## Características físicas
La magnitud absoluta de 2012 TM105 es 16,67. Tiene 4,730 km de diámetro y su albedo se estima en 0,137.